# Rankelön
Rankelön är en ö i Finland.   Den ligger i den ekonomiska regionen  Vasa  och landskapet Österbotten, i den sydvästra delen av landet, 400 km nordväst om huvudstaden Helsingfors. Arean är 2,0 kvadratkilometer.
Terrängen på Rankelön är mycket platt. Den sträcker sig 3,0 kilometer i nord-sydlig riktning, och 1,3 kilometer i öst-västlig riktning.  I omgivningarna runt Rankelön växer i huvudsak blandskog.
I övrigt finns följande på Rankelön: